# Jean Marie Joseph Degoutte
Jean-Marie Joseph Degoutte (Charnay, 18 aprile 1866 – Charnay, 31 ottobre 1938) è stato un generale francese, che durante la prima guerra mondiale fu comandante della VI Armée. Dopo la firma dell'Armistizio di Compiègne, avvenuta l'11 novembre 1918, fu incaricato di redigere le clausole del Trattato di Versailles. Fu uno dei propugnatori della costruzione della Linea Maginot.

## Biografia
Nacque a Charnay il 18 aprile 1866, da una famiglia di contadini, e dopo aver compiuto gli studi superiori presso il Liceo di Bourg-en-Bresse nel 1887 si arruolò nell'esercito come soldato semplice presso il 30º Reggimento d'artiglieria, per svolgere gli obblighi del servizio di leva, in attesa di intraprendere gli studi superiori. Ben presto fu ben notato dai suoi superiori per la sua viva intelligenza, e per interessamento del colonnello comandante il reggimento, venne ammesso a frequentare l'École spéciale militaire de Saint-Cyr, il 29 ottobre 1888. Uscitone nel 1890 (Promotion de Grand Triomphe) con il grado di sottotenente assegnato all'arma di fanteria, andò a prestare servizio in Tunisia, in seno al 4º Reggimento zuavi, dove rimase per quattro anni.

### Il servizio oltremare
Nel 1895 chiese di essere assegnato al corpo di spedizione che doveva recarsi in Madagascar, ma la sua domanda venne rifiutata. Senza rassegnarsi, imparò il malgascio a tempo di record, e si imbarcò per l'isola a bordo di una nave che trasportava una missione di gesuiti senza aver ricevuto alcuna autorizzazione.  Arrivato in Madagascar nel mese di aprile, si misee agli ordini del generale Jaques Duchesne,  che lo mise agli arresti per denunciarlo alla giustizia militare. Si salvò grazie all'intervento dal colonnello Maurice Camille Bailloud, un vecchio ufficiale coloniale a cui serviva un ufficiale che parlasse la lingua locale per intraprendere alcune missioni di pacificazione all'interno dell'isola. Ritornò in Tunisia nel 1896 promosso al grado di capitano del 142º Reggimento di fanteria.  Assegnato al 21º Reggimento di fanteria nel 1899, ritornò a Parigi in tempo per frequentare dei corsi di aggiornamento presso la Scuola superiore di guerra. Con lo scoppio della ribellione dei Boxer in Cina viene allestito un corpo di spedizione, e il generale Bailloud si ricordò di lui e lo volle al suo fianco. Al termine della campagna di Cina ritornò in Patria nel corso del 1901. L'anno successivo riprese a frequentare i corsi di perfezionamento presso la Scuola superiore di guerra, dove incontrò due ufficiali destinati in futuro a ricoprire alti incarichi, Ferdinand Foch e Philippe Pétain. In quegli anni la sua carriera proseguì tranquillamente tra un incarico e l'altro, dapprima aiutante generale dello Stato maggiore  del generale Bailloud ad Algeri, poi come maggiore presso il 112º Reggimento di fanteria nel settore delle Alpi, e infine presso lo Stato Maggiore del IX Corpo d'armata tra l'Algeria e il Marocco. Nel 1911 prestò servizio nello Stato maggiore del corpo di spedizione che sbarcò a Casablanca, Marocco, durante la crisi di Agadir, sotto gli ordini del generale Lyautey, che di lui diede un lapidario giudizio buono a tutto!.
Di ritorno in Francia fu promosso al grado di tenente colonnello il 21 marzo 1912, ed assunse il comando del 163º Reggimento di fanteria, venendo ammesso nel 1913 a frequentare il corso presso il Centro di Alti Studi Militari dello Stato maggiore generale, tenuto dal generale Joseph Joffre.

### La prima guerra mondiale

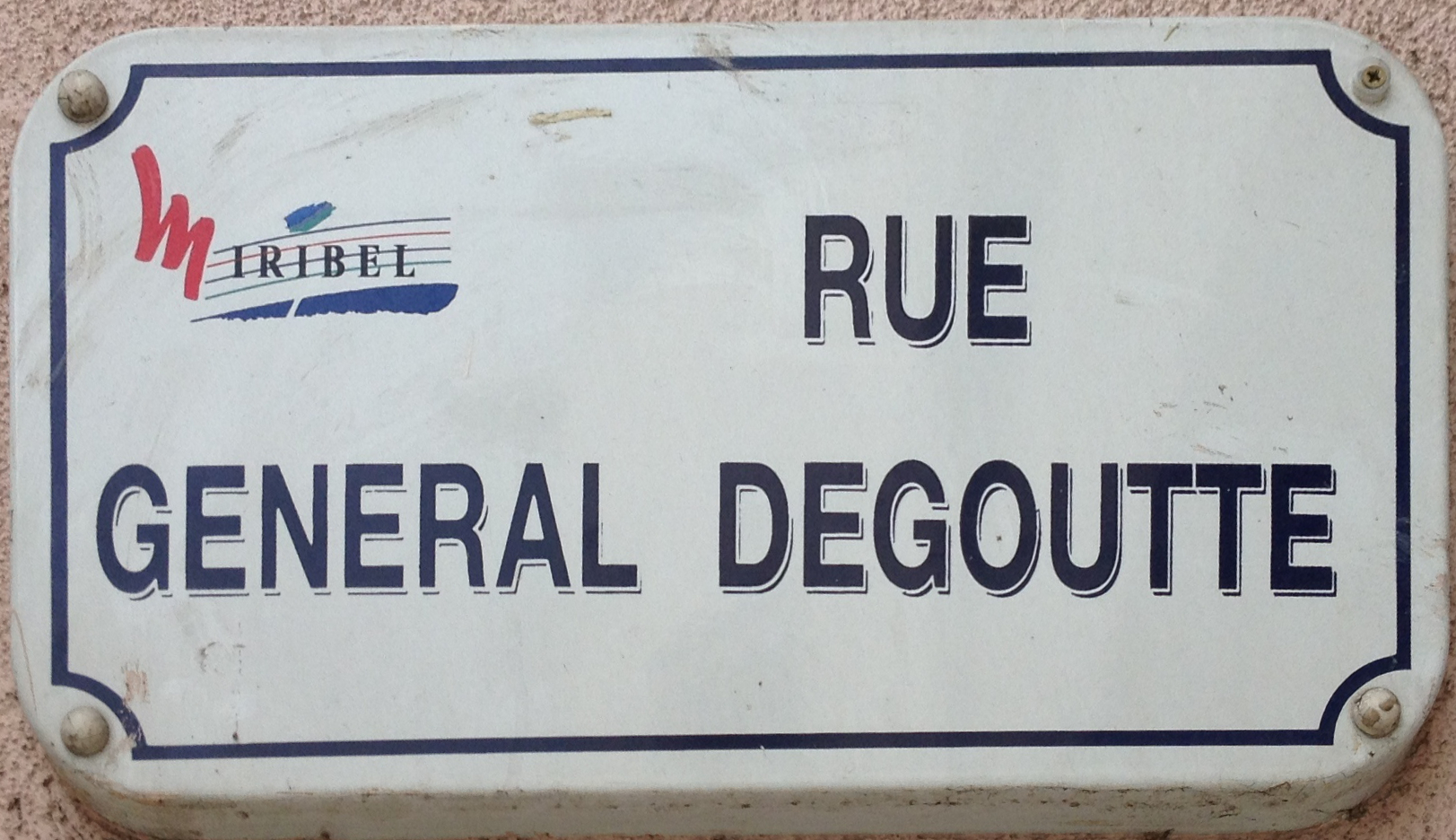
Targa posta sulla Rue du Général Degoutte a Miribel.

Lo scoppio della prima guerra mondiale lo trovò assegnato allo Stato maggiore del IV Corpo d'armata del generale Victor Boëlle, operante in seno alla VIe Armée del generale Maunoury. Durante la battaglia della Marna il IV Corpo d'armata ebbe l'ordine di contrattaccare nel settore tra Penchard e Monthyon. Le perdite subite furono grandi, ma grazie al suo sangue freddo fu in quel frangente un valido aiuto per il generale Boëlle. Promosso colonnello il 1 novembre, assunse l'incarico di Capo di stato maggiore del IV Corpo d'armata, ricoprendo tale incarico anche quando questo passò agli ordini del generale Fernand de Langle de Cary, comandante la Ve Armée. Il 10 aprile 1915 fu fatto Ufficiale della Legion d'onore, dimostrando la sua bravura durante gli attacchi nella Champagne combattuta tra il 25 settembre e il 6 novembre dello stesso anno.  Il 28 gennaio 1916 abbandonò il suo incarico presso lo Stato maggiore del IV Corpo, e il 25 marzo fu promosso al grado di generale di brigata, assumendo l'incarico di Capo di stato maggiore della IVe Armée del generale Henri Gouraud. Nell'agosto dello stesso anno assunse il comando della Divisione marocchina Tale unità aveva partecipato alla battaglia della Somme, dove aveva riportato gravi perdite, ed era stata riposizionata nelle Champagne fino all'inizio del 1917 per essere ricostituita come unità combattente. Alla testa della sua unità nel mese di aprile prese parte alla battaglia di Montrovilliers, e si impadronì con successo di Mont-Sans-Nom e di Auberive.
Dopo un passaggio nel settore dell'Aisne, la Divisione marocchina venne rischierata a Verdun. Il 20 agosto i reparti della divisione conquistarono il bosco di Corbeaux, Cumières e la collina dell'Oie. Il 1 settembre cedette il comando dell'unità al generale Daugan e assunse il comando del XXI Corpo d'armata, operante in seno alla VI Armée del generale Paul André Maistre. Tra il 23 e il 25 ottobre il XXI Corpo d'armata partecipò con successo all'offensiva locale contro la Malmaison, sul fianco ovest del Chemin des Dames. Il 1 novembre viene promosso al rango di generale di divisione.
All'epoca della attacco tedesco sull'Aisne e sulla Marna, lanciato il 27 maggio 1918, dal generale Erich Ludendorff, il nuovo comandante della VIe Armée, generale Denis Auguste Duchêne, contrariamente agli ordini ricevuti da Pétain che prevedevano una difesa in profondità, preferì schierare le truppe su una linea difensiva avanzata. L'attacco tedesco fu travolgente, tutto il dispositivo difensivo dell'armata venne scardinato, determinando la rottura del fronte e una precipitosa ritirata verso la Marna. I tedeschi avanzarono di 19 km in tre giorni, e minacciarono nuovamente Parigi. La sua unità, inizialmente sorpresa dall'attacco, si ritirò dietro Soissons ma resistette validamente all'attacco lanciato dalla 7ª Armata tedesca del generale Max Ferdinand von Böhn durante la battaglia di Crise. Il 10 giugno sostituì il generale Duchêne, fortemente criticato da Foch e Clemenceau per essersi lasciato sorprendere dall'attacco, alla testa della VIe Armée, lasciando il comando del XXI Corpo d'armata al generale Stanislas Naulin.
Il 18 luglio, dopo una buona pianificazione e grazie alla cooperazione tra fanteria, carri armati e aviazione, la VIe Armée contrattaccò sulla Marna, appoggiata dalla Xe Armée del generale Charles Mangin e dalla IXe Armée del generale Antoine de Mitry. La 7ª Armata di von Böhn e la 9ª Armata del generale von Einem vennero messe in difficoltà ed egli, dopo aspri combattimenti, riuscì a riconquistare Château-Thierry. 
Dopo questo successo lasciò temporaneamente il comando della VIe Armée al generale Antoine Bauchron de Boissoudy, e partì per il fronte delle Fiandre Condusse con successo l'attacco lungo la cresta di Passchendaele, e una volta portata a termine questa missione riassunse il comando della VIe Armée, mantenendolo fino al termine della guerra. Quando venne firmato l'armistizio dell'11 novembre, egli fu incaricato di redigere le clausole del Trattato di Versailles.

### Dopo la guerra

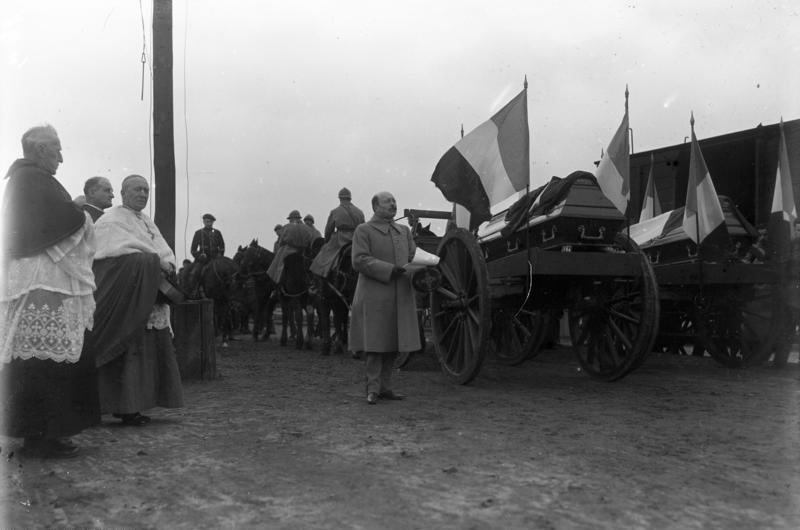
Discorso tenuto dal generale Degoutte a Gelsenkirchen-Buer in occasione di un funerale, nel marzo 1923

Nell'ottobre del 1919 assunse il comando dell'Armée du Rhin ("Armata del Reno"), entrando nel gennaio del 1920 nel Consiglio superiore di guerra. In quell'anno venne decorato con la Army Distinguished Service Medal dal governo degli Stati Uniti d'America.
Nel 1923 procedette all'occupazione della regione tedesca della Ruhr, che sarà evacuata nel corso del 1925 dal suo successore, il generale Adolphe Guillaumat, in seguito alle forti pressioni del governo inglese (Piano Dawes).  Dopo aver lasciato il comando dell'Armata riprese il suo posto presso il Consiglio superiore della guerra, e nel corso del 1925 assunse il comando dell'Armée des Alpes. Con l'avvento del regime fascista in Italia consacrò i suoi ultimi anni di vita all'avvio di un sistema di fortificazioni lungo la frontiera franco-italiana denominata Manginot des Alpes. Considerato un forte propugnatore della costruzione della linea fortificata Maginot ai confini con la Germania, si ritirò dal servizio attivo nel 1931, spegnendosi a Charnay il 31 ottobre 1938. Il 3 novembre dello stesso anno il suo corpo fu inumato a Miribel nella cripta des Peguet-Charvet sita presso il locale Cimitero di Saint-Martin.  Il comune di Miribel gli ha intitolato una via.

## Pubblicazioni
- L'occupation de la Ruhr, Imprimerie de l'Armée du Rhin, Dusseldorf, 1924.

### Esplicative
1. ↑  La sua famiglia lo mise a pensione in quella città per permettergli di frequentare il locale liceo da cui uscì con il titolo di maestro di lettere e scienze.
2. ↑  Si era classificato al 9 posto su 435 allievi.
3. ↑  Il generale comandante il corpo di spedizione gli diede trenta giorni di arresti di rigore e l'ordine perentorio di ritornare in Patria.
4. ↑  Durante le operazioni di repressione della rivolta si distinse particolarmente, venendo citato per due volte all'ordine del giorno del Corpo di spedizione.
5. ↑  Aveva ricevuto tale promozione nel 1906.
6. ↑  Motivo di tale assegnazione era il fatto che occasione dei suoi diversi viaggi, aveva sempre imparato le lingue locali con lo scopo di raccogliere informazioni di qualità da comunicare ai propri superiori.
7. ↑  In lingua francese Centre des Hautes Études Militaires (C.H.E.M.).
8. ↑  In questa occasione fu nuovamente citato all'ordine del giorno dell'Esercito.
9. ↑  Tale unità comprendeva, oltre agli Zuavi e ai Tirailleus nordafricani, anche il Reggimento di Marcia della Legione straniera (RMLE).
10. ↑  Per tale successo il 9 maggio 1917 fu promosso Commendatore della Legione d'onore.
11. ↑  Rimpiazzando il generale Ferdinand Pont.
12. ↑  Entrò a far parte dello Stato maggiore di re Alberto I del Belgio per prendere parte alla riconquista della parte meridionale del Belgio in seno al Gruppo d'Armate delle Fiandre (Groupe d'Armées des Flandres (G.A.F).
13. ↑  In quello stesso anno gli fu assegnata la Gran Croce della Legion d'Onore.
14. ↑  Si trattava di una linea di fortificazioni che andava da Bourg-Saint-Maurice (Alta Savoia) a Cap Martin (Alpi Marittime).
15. ↑  Sposato con la signorina Éléonore Peguet dal 5 novembre 1902 la coppia possedeva una casa in quella stessa città.

### Bibliografiche
1. 1 2 3 4 5 6 7 8  Tucker 2014, p. 458.
2. 1 2 3 4 5 6 7 8 9 10 11 12 13 14 15 16 17 18 19 20 21  Tucker 2014, p. 459.
3. 1 2 3  Sumner 2012, p. 20.
4. 1 2 3  Tucker, Roberts 2005, p. 107.
5. 1 2 3  Keegan 1998, p. 407.
6. ↑  Keegan 1998, p. 406.
7. ↑  Spencer 2014, p. 1035.
8. ↑  Spencer 2014, p. 1037.
9. ↑  Tucker 2014, p. 416.
10. ↑  Bariéty 1977, p. 797.
11. ↑  Jackson 2013, p. 340.
12. ↑   Home of heroes en anglais., su homeofheroes.com. URL consultato il 18 gennaio 2015 (archiviato dall'url originale l'8 marzo 2014).
13. ↑  Jackson 2013, p. 400.
14. ↑  Jeannesson 1998, p. 36.
15. 1 2  Fischer 2011, p. 163.
16. ↑  Dictionnaire de la Grande Guerre, Dir. François Cochet e Rémy Porte, Editions R. Laffont, Paris, 2008
17. ↑  Torsoli, Traverso, Clerici 1994, p. 16.
18. ↑  Torsoli, Traverso, Clerici 1994, p. 17.
19. 1 2  Richesses touristiques et archéologiques du canton de Miribel, pag. 69-70.